# نصرآباد (بخش مرکزی تفت)

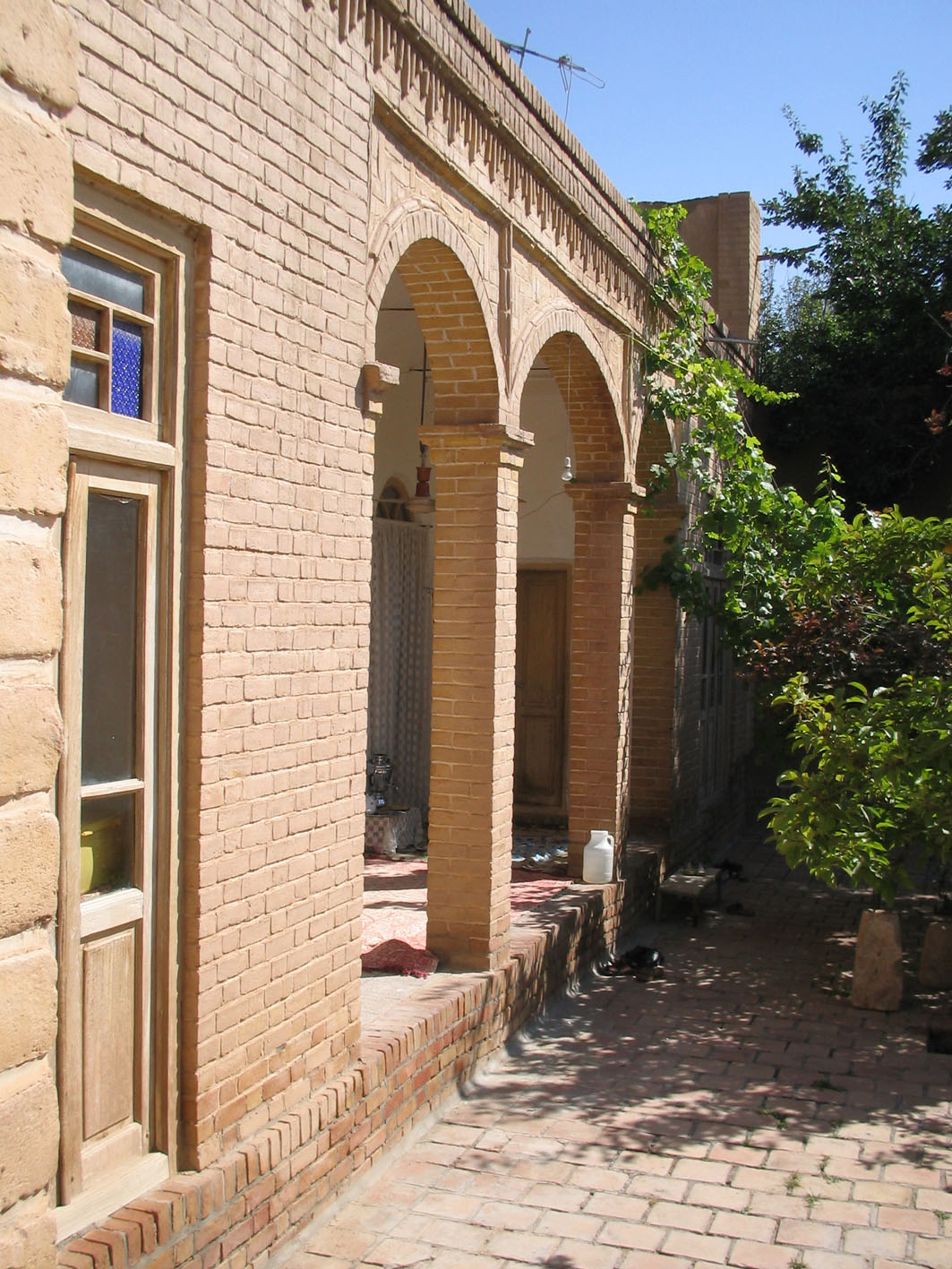
خانه ای در نصرآباد (بخش مرکزی تفت)

نصرآباد روستایی در دهستان نصرآباد بخش مرکزی شهرستان تفت استان یزد ایران است. در گذشته دارای حوزه علمیه و اساتیدی همچون مهیج نصرآبادی، شیخ عباس باقرپور نصرآبادی ملقب به آشیخ عباس، و غلامحسین اکبر غلامعلی قادر بوده‌است.

## جمعیت
بر پایه سرشماری عمومی نفوس و مسکن در سال ۱۳۹۵ جمعیت این روستا ۱٬۸۹۸ نفر (۶۱۹خانوار) بوده‌است.